# Pipehead Reservoir
Das Pipehead Reservoir ist ein Stausee im Südwesten des australischen Bundesstaates Western Australia.
Der Stausee liegt unterhalb des Lake C.Y.O’Connor am Helena River und entstand in den 1970er-Jahren. Er dient dem Hochwasserschutz der unterhalb am Fluss gelegenen Stadtviertel von Perth, East Guildford und Guildford. Das Wasser des Sees wird größtenteils in den Lake C.Y.O’Connor zurückgepumpt.